# Болоховець Юрій Віталійович
Юрій Віталійович Болоховець (18 грудня 1982 , Івангород, Чернігівська область ) — ексголова Державного агентства лісових ресурсів України.

## Життєпис
Юрій Болоховець народився 18 грудня 1982 року в селі Івангород, Ічнянського району Чернігівської області.

### Вища освіта
У 2005 році Юрій Болоховець закінчив Національний аграрний університет (лісогосподарський факультет) за спеціальністю «Лісове господарство», отримав кваліфікацію інженера лісового господарства.
У 2003 році пройшов виробничу практику у Великій Британії (сільське господарство Шропшир) .

### Кар’єра
З листопада 2004 до січня 2007 року працював провідним спеціалістом-державним інспектором сектору з контролю за охороною, використанням та відтворенням лісів Державного управління екології та природних ресурсів у Київській області Міністерства екології та природних ресурсів України.
Наступні вісім місяців був провідним спеціалістом-державним інспектором відділу за охороною, захистом, використанням, відтворенням лісів, тваринного світу та природозаповідних територій Державного управління екології та природних ресурсів у Київській області Міністерства екології та природних ресурсів України.
Від липня 2007 до травня 2011 року — інженер лісового господарства, лісничий дочірнього підприємства «Ічнярайагролісництво» комунального підприємства «Чернігівоблагроліс».
Травень 2011 — червень 2012 — директор державного підприємства «Прилуцьке лісове господарство» Чернігівського обласного управління лісового та мисливського господарства. Пізніше був директором державного підприємства «Ніжинське лісове господарство» Чернігівського обласного управління лісового та мисливського господарства (червень 2012 — червень 2020).
Червень — липень 2020 — начальник Чернігівського обласного управління лісового та мисливського господарства.
Від липня 2020 до лютого 2021 був заступником Голови Державного агентства лісових ресурсів України.
18 лютого 2021 його обрано Головою Державного агентства лісових ресурсів України.
Перепризначений на цю ж посаду 3 листопада 2021 року.
2 травня 2023 року звільнений з посади Голови Державного агентства лісових ресурсів України.

### Політична діяльність
Член Аграрної партії України. Двічі балотувався від неї:
- на виборах до Чернігівської обласної ради 7-го скликання у 2015 році;
- на позачергових виборах до Верховної Ради України 9-го скликання[7].

### Особисте життя
Одружений. Дружина — Болоховець Людмила Володимирівна  .